# Kathleen Chaplin
Pour les articles homonymes, voir Chaplin (homonymie) et Famille Chaplin.
Kathleen Chaplin, née le 28 décembre 1975 à Paris 20e, autrice et chanteuse franco-américaine.
Elle est la fille de Michael Chaplin et Patricia Betaudier, et est la sœur de Dolores Chaplin, Carmen Chaplin, Tracy Chaplin, George Chaplin.
Elle est la petite-fille de Charlie Chaplin et Oona O'Neill.
Elle a comme enfant Jayden Chaplin.

## Biographie
Son père, Michael Chaplin (né le 7 mars 1946 à Santa Monica) est un acteur américain, fils aîné de Charlie Chaplin et Oona O'Neill. La mère de Kathleen Chaplin, Patricia Betaudier, est une peintre française.

## Chanson
- En 2015, elle sort sa chanson Latino-Pop-Club et la vidéo « Tu y Yo » avec l’artiste rookie Reggaeton Billy Ronca.